# Sprünge im Eiskunstlauf

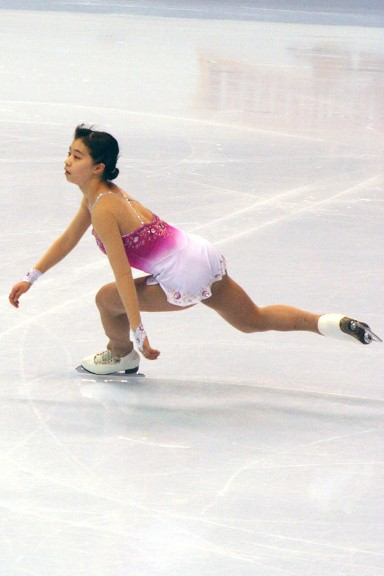
Mira Leung – Absprungphase

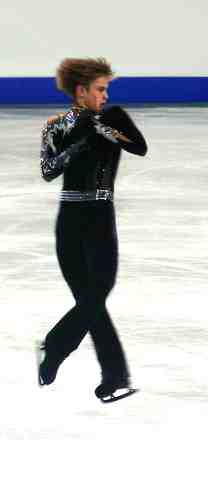
Andrei Lutai – Rotation

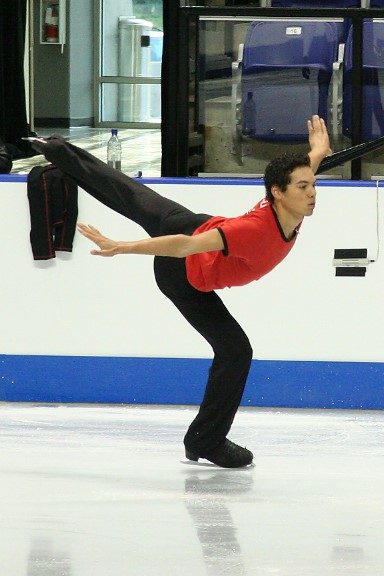
Jamal Othman – Landung

Sprünge (engl. jumps oder figure skatings jumps) sind Eiskunstlaufelemente, bei denen sich der Eiskunstläufer von der Eisfläche abhebt und in der Luft um die eigene Achse dreht. Es gibt sechs Grundsprünge, man kann aber mehr als hundert weitere machen, die von den Grundsprüngen abgeleitet sind. Sprünge können mit einfacher, doppelter, dreifacher und sogar vierfacher Rotation ausgeführt werden.

## Drehrichtungen
Die meisten Eiskunstläufer drehen sich bei den Sprüngen und Pirouetten nach links. Es gibt jedoch einige, die sich nach rechts drehen. Die wenigsten Eiskunstläufer können Sprünge in beiden Drehrichtungen durchführen.
- Der Engländer John Curry beherrschte den einfachen Axel in beiden Drehrichtungen.
- Der Kanadier Donald Jackson zeigte bei der Weltmeisterschaft 1962 in Prag sogar den doppelten Axel in beiden Richtungen.

Der Einfachheit halber werden alle Sprünge üblicherweise als „Nach-links-Dreher“ beschrieben.

## Phasen eines Sprunges
Charakteristische Merkmale eines richtig durchgeführten Sprunges sind Intensität, d. h. Höhe und Schnelligkeit, und die sich daraus ergebene Sprunglänge.
Ein Sprung besteht aus fünf Phasen:
1. Einlaufphase
Die Einlaufphase erfolgt rückwärts auf einem Fuß, beim Rittberger auf beiden Füßen. Nur den Axel läuft man vorwärts ein. Die Schnelligkeit gewinnt man durch unterschiedliche Anfahrten (Übersetzen oder Schrittvariationen).
Dem Lutz-Sprung beispielsweise geht fast immer eine lange diagonale Rückwärtsgleitung auf dem linken Fuß voran, von der Mitte des Eises in Richtung der Eisbahnecke.
Die Anfahrt vor dem Salchow-Sprung geht von einem Dreier aus und ähnelt einem Kreis.
2. Absprungsphase
Die Absprungsphase ist bei jedem Sprung unterschiedlich. Es gibt zwei Absprungstypen: Absprung von der Schlittschuhkante und ein getippter Absprung. Der Absprung von der Kante muss flexibel und aus der Kniebeuge über die Kantenspitze durchgeführt werden (nicht aber aus der Schlittschuhbezahnung). Bei einem getippten Sprung tippt kurz das Spielbein mit der Schlittschuhbezahnung ins Eis und hilft damit beim Abspringen.
Zu den Kantensprüngen gehören Axel, Rittberger, Salchow.
Getippte Sprünge sind Toeloop, Lutz und Flip.
3. Rotation
Die Rotation besteht aus zwei Phasen. In der ersten Phase geht es darum, die richtige Höhe zu gewinnen. Sie soll nur mit geringer Rotation verlaufen. Erst in der zweiten Phase dynamisiert man die Rotation, in dem man die Arme vor dem Oberkörper verkreuzt und auch das linke Bein vor das rechte kreuzt. Während man in der Luft ist, soll die Körper- und Kopfachse ausschließlich in der Vertikallage sein. Die Anzahl der durchgeführten Drehungen bestimmt, ob es ein einfacher, doppelter, dreifacher oder vierfacher Sprung ist.
Ein Axel hat eine halbe Rotation mehr, d. h. bei der einfachen Durchführung 1 ½ Drehungen, in doppelter Durchführung 2 ½ usw.
Vierfach werden heutzutage Toeloop, Salchow, Lutz, Flip und Rittberger gesprungen.
Die meisten Elite-Eiskunstläufer führen dreifache und vierfache Sprünge als ihre Hauptsprünge durch, während die meisten Elite-Eiskunstläuferinnen alle Sprünge dreifach, außer Axel, der normalerweise doppelt ist, durchführen. Nur wenige Damen beherrschen den dreifachen Axel und zeigten ihn erfolgreich in einem Wettbewerb.
4. LandungsphaseDie Landungsphase erfolgt bei allen Sprüngen rückwärts. Vor der Landung bewegt man rasch die Arme und das Spielbein vom Körper weg, wodurch man die Rotation verlangsamt. Man landet rückwärts auf dem rechten Bein tief im Knie über die Schlittschuhspitze; sofort nachdem die Schlittschuhbezahnung das Eis berührt, muss man auf die Kante übergehen. Beim Auslauf streckt man das Spielbein nach hinten. Die Auslaufspirale soll ein Halbkreis mit großem Durchmesser sein, wobei das Standbein gebeugt bleibt.
5. Ausgleiten
Bei den Sprungkombinationen unterscheidet man acht Phasen: Einlauf, Absprung, Rotation, Landung und Ausfahrt aus dem ersten Sprung, Absprung, Rotation, Landung und Ausfahrt aus dem zweiten Sprung.

## Aufteilung der Sprünge
Sprünge lassen sich nach folgenden Kennzeichen aufteilen:
1. nach den vier Grundfiguren in dem Pflichtlauf
a) ein Sprung im Dreier-Sinne
b) ein Sprung im Gegendreier-Sinne
c) ein Sprung im Wende-Sinne
d) ein Sprung im Gegenwende-Sinne
Bei Sprüngen ohne Rotation:
a) Gerade Linie
b) Bogen
c) Schlangenlinie
2. nach den Kanten
a) vorwärts auswärts
b) vorwärts einwärts
c) rückwärts auswärts
d) rückwärts einwärts
3. dabei ist der Absprung möglich
a) vorwärts – nur mit einem Fuß von der Kante
b) rückwärts – nur mit einem Fuß von der Kante, sog. Kantensprünge oder mit beiden Füßen bei gleichzeitigem Abstich mit dem anderen Fuß, sogenannte getippte Sprünge
4. die Landung ist möglich
a) vorwärts – auf das Absprungsbein, freie Bein oder auf beiden Beinen (nur bei Spreizsprüngen – mit einem Bein auf die Spitze, mit anderem Bein auf die Kante).
b) rückwärts – auf das Absprungsbein oder auf das freie Bein
5. Nach der Rotation
a) Sprünge ohne Drehungen
b) Sprünge mit Drehungen von 180° (Halbsprünge) bis zu 1440° (vierfache Sprünge)
Durch Kombination diesen Möglichkeiten lassen sich über 130 verschiedene Sprünge durchführen.

## Sprungelemente
Als Sprungelement bezeichnet man:
- einen Einzelsprung (engl. individual jump)
- einen geworfenen Sprung (engl. throw) im Paarlauf
- eine Sprungfolge (engl. jump sequence)
- eine Sprungkombination (engl. jump combination)

### Einzelsprünge
Einzelsprünge werden sowohl im Einzellauf als auch im Paarlauf durchgeführt. Die heutige Weltklasse in den Herrenwettkämpfen erfordert schon vierfache Sprünge (seit 2022 sind alle sechs schon im Wettkampf gesprungen worden, zuletzt der Axel); bei den Damen werden dreifache Sprünge benötigt. Jedoch fangen einige Damen bereits an, vierfache Sprünge zu zeigen.
Es gibt sechs Grundsprünge. Alle sechs werden rückwärts auswärts gelandet, haben jedoch unterschiedliche Einlauf- und Absprungsphasen, nach denen man sie unterscheiden kann.
Die folgenden Beschreibungen gelten für „gewöhnliche“ Eiskunstläufer, die sich nach links drehen; für diejenigen, die sich nach rechts drehen, gelten die Angaben spiegelbildlich.
| Sprung     | Standbein                                                                                                   | Spielbein                                                      | Anmerkungen |
| ---------- | --- | -------------------------------------------------------------- | --- |
| Toeloop    | rechtes Bein, rückwärts auswärts                                                                            | linker Fuß tippt ins Eis                                       | |
| Flip       | linkes Bein, rückwärts einwärts                                                                             | rechter Fuß tippt ins Eis                                      | |
| Lutz       | linkes Bein, rückwärts auswärts                                                                             | rechter Fuß tippt ins Eis                                      | Fast immer geht dem Lutz eine lange diagonale Rückwärtsgleitung auf dem linken Fuß voran, (von der Mitte des Eises in die Eisbahnecke). |
| Axel       | linkes Bein, vorwärts auswärts                                                                              | rechtes Bein schwingt von hinten nach vorn                     | einziger Sprung, der vorwärts gesprungen ist                                                                                            |
| Rittberger | beide Beine, rückwärts (man verlagert das Gewicht auf das rechte Bein und springt von der Auswärtskante ab) | kein Schwingen kein Abstechen                                  | das linke Bein ist vor dem rechten Bein verkreuzt                                                                                       |
| Salchow    | linkes Bein, rückwärts einwärts                                                                             | rechtes Bein schwingt um den Körperschwerpunkt herum nach vorn | |

Eine Variation ist der Tano-Sprung, bei dem der Eiskunstläufer seinen Arm über den Kopf streckt. Das macht ihn erheblich schwieriger als einen „normalen“ Sprung. Den Namen bekam diese Variation nach dem kalifornischen Eiskunstläufer Brian Boitano, der als Erster einen dreifachen Lutz mit gehobenem Arm gesprungen hat.

### Verbindungssprünge
Es gibt eine Anzahl weiterer Sprünge, die gewöhnlich mit einfacher Drehung durchgeführt werden und meistens als Verbindungselemente in den Sprungfolgen eingesetzt sind. Diese schließen beispielsweise ein:
- Euler – Anlauf und Absprung mit dem rechten Fuß rückwärts auswärts, nach einer Drehung Landung rückwärts einwärts auf dem linken Bein (oder spiegelbildlich). Oft benutzt man ihn als Verbindungssprung, wenn der Eiskunstläufer einen Salchow oder Flip an das Ende einer Sprungkombination anfügen will.

- Dreiersprung (engl. walz jump oder three-jump) – Der einfachste aller Sprünge hat nur eine halbe Umdrehung und wird daher auch Kadettensprung genannt. Mit einem Dreier dreht man zunächst von vorwärts auf rückwärts und setzt dann auf das linke Bein vorwärts auswärts um. Der Absprung erfolgt ähnlich wie beim Axel von der linken Außenkante, das Spielbein schwingt von hinten nach vorn. In der Luft führt man eine halbe Drehung durch und landet rückwärts auf dem rechten Bein.

- Walley läuft man rechts rückwärts auswärts an und springt mit dem rechten Fuß rückwärts einwärts nach einem kurzen Schlangenbogen ab, nach einer Drehung landet man auswärts auf dem Absprungbein. Eine andere Variante ist ein getippter Walley.

- Spreizsprung – Ist ein beliebiger Sprung, bei dem man nach einer halben Drehung die Beine in der Luft spreizt (bis in die Spagat-Position) oder grätscht.

### Geworfene Sprünge
Ein geworfener Sprung (engl. throw) ist ein paarlaufspezifisches Element. Die Dame führt einen gewöhnlichen Sprung durch, während der Mann ihr bei dem Absprung einen zusätzlichen „Stoß“ gibt. Für einen geworfenen Sprung ist die Höhe und Länge des Sprunges charakteristisch. Die Namen der geworfenen Sprünge sind von den Einzelsprüngen abgeleitet: Wurf-Axel, Wurf-Lutz, Wurf-Salchow, Wurf-Toeloop. Bei den Wettbewerben werden sie doppelt oder dreifach durchgeführt.

### Sprungfolgen
Eine Sprungfolge (engl. jump sequence) besteht mindestens aus zwei Sprüngen, zwischen denen ein Fußwechsel erfolgt oder Umdrehungen durchgeführt werden.
- Sprungfolgen waren eine Spezialität der deutschen Eiskunstläuferin Marina Kielmann. Sie führte Sprungfolgen mit fünf oder sechs Sprüngen (einfach oder doppelt) durch.

### Sprungkombinationen
Eine Sprungkombination (engl. jump combination) besteht aus mindestens zwei Sprüngen, die unmittelbar nacheinander folgen. Der zweite Sprung wird von der gleichen Kante abgesprungen, auf der der erste Sprung landete (d. h. es gibt keine Umdrehungen oder Fußwechsel zwischen den Sprüngen).

## Anzahl der Sprünge
Die Anzahl der Sprünge, Sprungfolgen und Sprungkombinationen ist sowohl im Kurzprogramm als auch in der Kür durch das ISU-Wertungssystem für Eiskunstlauf und Eistanzen bestimmt:
- im Kurzprogramm (Einzellaufen, Paarlaufen) ist die Anzahl der Sprünge, Sprungfolgen und -kombinationen begrenzt;
- in der Kür durch das so genannte Well balanced program empfohlen (Einzellaufen, Paarlaufen)

## Fehler und Bewertung
Jedes Sprungelement hat seinen eigenen Grundwert. So hat zum Beispiel ein vierfacher Toeloop den Grundwert 10,3, ein dreifacher Axel 8,5, ein dreifacher Lutz 6, ein dreifacher Flip 5,3, ein dreifacher Rittberger 5,1, ein dreifacher Salchow 4,2, ein dreifacher Toeloop 4,1 und ein doppelter Axel 3,3. Die Preisrichter ordnen dann die Qualität des Sprungelements innerhalb des Bereiches von +3 bis −3. Für jeden Fehler gibt es einen entsprechenden Abzug.
Als Fehler gelten:
- Landung auf beiden Füßen;
- Störlandung, bei der der Eiskunstläufer das Eis mit dem freien Fuß oder mit der Hand berührt oder die Drehung auf dem Eis (und nicht in der Luft) beendet;
- ein „gemogelter“ Sprung, bei dem die Drehung auf dem Eis vollendet wird;
- ein Sturz;
- Durchführung eines verbotenen Sprunges (verboten sind alle Salto-Sprünge);
- Durchführung von mehr Sprüngen, Sprungfolgen und -kombinationen als erlaubt.

### „Gemogelte“ Sprünge
Eigentlich dürfte es sie nicht geben. Trotzdem findet man Eiskunstläufer, die einen Sprung „mogeln“, entweder weil sie die Schwierigkeit nicht beherrschen, oder weil sie ihren Einlauf schlecht berechnet haben, oder weil sie sich während der Ausbildung schlechte Gewohnheiten angeeignet haben (abgestumpfter Absprung, aufgerollter Sprung, unvollständige Drehungen, unsichere Landung).
Ein Beispiel:
Aus dieser Hinsicht ist Lutz vielleicht der diskutabelste Sprung.
Lutz
Man springt rückwärts von der Außenkante des linken Fußes (mit dem rechten Zacken im Eis), dreht sich um die eigene Achse (einmal = einfacher Lutz, zweimal = doppelter Lutz usw.) und landet rückwärts auf der Außenkante des rechten Fußes.
„Gemogelter“ Lutz
Man gleitet auf der Außenkante, der Absprung erfolgt aber von der Innenkante des linken Fußes (= das ist kein Lutz mehr, sondern ein sog. „Flutz“ (F – vom Flip, weil er von der Innenkante abgesprungen ist)). Wenn die Preisrichter es bemerken, muss das zu Abzügen in der Wertung führen.

## Die Erfinder
Vier der sechs Grundsprünge tragen die Namen ihrer Erfinder. Es sind:
- Axel – der älteste Sprung, nach dem Norweger Axel Paulsen benannt;
- Salchow  – nach dem Schweden Ulrich Salchow;
- Rittberger – nach dem Deutschen Werner Rittberger, in Übersee als Loop bekannt;
- Lutz – nach dem Österreicher Alois Lutz;
- Flip – wurde wahrscheinlich von dem Lutz abgeleitet und ist wohl Bruce Mapes aus den 1920er Jahren zuzuschreiben;
- Toeloop – ist eigentlich ein „getippter“ Rittberger; in den 1920er Jahren von Bruce Mapes, einem US-amerikanischen Eiskunstläufer, erfunden worden.

### Chronologie der Sprungentwicklung
| 1882 | Der Norweger Axel Paulsen verwirklicht beim internationalen Wettbewerb des Wiener Eislauf-Vereins den ersten Sprung (noch auf Eisschnelllaufschlittschuhen), der dann auch nach ihm benannt wurde – den Axel. Bis heute gilt er als der schwierigste von allen Grundsprüngen. |
| 1896 | Der Deutsche Gilbert Fuchs, der erste Eiskunstlauf-Weltmeister, zeigt einfache Sprünge, darunter auch den Axel, der jedoch mehr einer Pirouette ähnelt, als sogenannter „aufgerollter“ Axel. |
| 1898 | Der Schwede Ulrich Salchow zeigt zum ersten Mal seinen Sprung Salchow. |
| 1910 | Der Deutsche Werner Rittberger erfindet den Rittberger. |
| 1913 | Der Wiener Alois Lutz führt den nach ihm benannten Lutz aus. |
| 1916 | Die Deutsche Charlotte Oelschlägel, Eiskunstläuferin der Berliner Eisballettkompanie, steht als erste Frau den einfachen Axel. Anfang der 1920er Jahre springt den einfachen Axel bei den Amateuren die Österreicherin Herma Szabó (und nicht die oftmals erwähnte Sonja Henie). |
| 1920 | Bei den Olympischen Spielen in Antwerpen springt die Amerikanerin Theresa Weld als erste Frau den einfachen Salchow. |
| 1925 | Der Österreicher Karl Schäfer springt als Erster den doppelten Rittberger. |
| 1928 | Der Doppelte Salchow wird von dem Schweden Gillis Grafström und dem Kanadier Montgomery Wilson gesprungen. |
| 1934 | Bei der Weltmeisterschaft in Helsinki stellen die Deutschen Maxi Herber und Ernst Baier als erstes Sportpaar einen nebeneinander gesprungenen einfachen Axel vor. |
| 1944 | Der Amerikaner Richard Button führt den ersten doppelten Lutz durch. |
| 1948 | Richard Button präsentiert während der Olympischen Winterspiele in St. Moritz den ersten doppelten Axel. |
| 1952 | Bei den Olympischen Winterspielen in Oslo führt Richard Button drei doppelte Axel nacheinander durch. |
|      | Richard Button springt den ersten dreifachen Rittberger. |
|      | Obwohl mehrere Frauen den doppelten Axel bereits gesprungen sind, zeigt ihn bei einem Wettkampf als Erste die Amerikanerin Tenley Albright erfolgreich bei den Olympischen Winterspielen in Oslo. |
| 1960 | Die Amerikaner David, Hayes Alan Jenkins und Ronald Robertson springen den dreifachen Salchow und den dreifachen Rittberger. |
| 1962 | Donald Jackson führt den ersten dreifachen Lutz durch. |
| 1968 | Den ersten dreifachen Rittberger durchgeführt von einer Frau zeigt Gabriele Seyfert. |
| 1969 | Dem sowjetischen Sportpaar Irina Rodnina und Alexei Ulanow gelingt bei der Europameisterschaft in Garmisch-Partenkirchen als Erstes ein nebeneinander durchgeführter doppelter Axel. |
| 1974 | Bei der Weltmeisterschaft in München versucht der Amerikaner Gordon McKellen die Kombination „einfacher Axel – doppelter Axel – dreifacher Axel“, stürzt jedoch beim letzten Sprung. Diese ungewöhnliche Kombination verwirklicht er aber bei der Schlussgalavorstellung. |
| 1977 | Die Schweizerin Denise Biellmann führt die Sprungkombination „doppelter Axel – Euler – dreifacher Salchow“ durch. |
| 1978 | Dem Kanadier Vern Taylor gelingt bei der Weltmeisterschaft in Ottawa der erste dreifache Axel. |
|      | Denise Biellmann zeigt als erste Frau den dreifachen Lutz |
| 1979 | Die Jugoslawin Sanda Dubravčić ist die erste Frau, die die Sprungkombination „doppelter Axel – dreifacher Toeloop“ springt. |
| 1980 | Der Kanadier Brian Orser zeigt bei der Weltmeisterschaft in Dortmund den dreifachen Axel. |
| 1984 | Alexander Fadejew beherrschte bei der Weltmeisterschaft in Budapest die Sprungkombination „dreifacher Axel – doppelter Toeloop“. |
| 1986 | Der Slowake Jozef Sabovčík probiert als Erster den vierfachen Toeloop. Jedoch berührt sein freier Fuß das Eis und der Sprung wird somit nicht als solcher gewertet. |
| 1988 | Der Kanadier Kurt Browning führt als Erster erfolgreich den vierfachen Toeloop bei der Weltmeisterschaft in Budapest durch und damit auch den ersten Vierfachsprung überhaupt. |
| 1989 | Bei der Weltmeisterschaft in Paris springt die Japanerin Midori Ito als Erste den dreifachen Axel. |
| 1991 | Bei der Skate America landet Tonya Harding als erste Frau zwei dreifache Axel im gleichen Wettbewerb und sie ist gleichzeitig die erste Frau, die den dreifachen Axel im Kurzprogramm eines großen internationalen Wettbewerbs erfolgreich ausführt. |
| 1991 | Die Französin Surya Bonaly probiert als erste Frau im Wettbewerb den vierfachen Toeloop bei der Weltmeisterschaft in München, bekommt ihn aber nicht als solchen gewertet. |
| 1997 | Der Kanadier Elvis Stojko verwirklicht bei einem ISU-Grand-Prix die erste Sprungkombination „vierfacher Toeloop – dreifacher Toeloop“. |
| 1998 | Der junge Amerikaner Timothy Goebel führt den ersten vierfachen Salchow beim Finale des ISU Junior Grand-Prix in Lausanne durch. |
| 1998 | Der Russe Alexei Jagudin führt bei der Europameisterschaft in Mailand die Sprungfolge „dreifacher Axel und dreifacher Toeloop“ durch. Bei demselben Turnier verwirklicht sein Landsmann Jewgeni Pljuschtschenko die gleiche Sprungkombination wie Elvis Stojko 1997: „vierfacher Toeloop – dreifacher Toeloop“. |
| 1999 | In der Zeitspanne von 90 Sekunden zeigt Timothy Goebel bei Skate America drei vierfache Sprünge in seiner Kür: „vierfacher Salchow in einer Kombination mit dreifachem Toeloop“, einen zweiten vierfachen Salchow und schließlich einen vierfachen Toeloop. |
| 2000 | Beim Grand-Prix-Finale verwirklicht Timothy Goebel eine unglaubliche Sprungkombination: „vierfacher Salchow – dreifacher Toeloop – dreifacher Rittberger“. Der Russe Jewgeni Pljuschtschenko springt auch eine schwierige Sprungkombination: „vierfacher – dreifacher – doppelter Toeloop“. |
| 2002 | Der Japanerin Miki Ando gelingt bei der Junioren-WM 2002 mit dem vierfachen Salchow der einzige „Quad“-Sprung einer Frau bis 2017. |
| 2008 | Mao Asada aus Japan steht beim Grand-Prix-Finale in der Kür zwei dreifache Axel. |
| 2011 | Der US-Amerikaner Brandon Mroz landet als erster einen vierfachen Lutz, u. a. bei der NHK Trophy. |
| 2015 | Beim Cup of China präsentiert der Chinese Jin Boyang in der Kurzkür die sauber ausgeführte Kombination vierfacher Lutz – dreifacher Toeloop. Mit diesem extrem schwierigen Element in der Kurzkür und drei verschiedenen Vierfachsprüngen in der Kür (bei folgenden Wettbewerben gestanden) zeigt er neue Möglichkeiten im Sprungrepertoire auf. Dies läutet schlagartig eine Weiterentwicklung des Herren-Eiskunstlaufens ein. |
| 2016 | Shoma Uno aus Japan gelingt beim Team Challenge Cup der erste gestandene vierfache Flip. In der folgenden Saison etabliert Yuzuru Hanyu den vierfachen Rittberger im Repertoire und bewältigt ihn u. a. bei der NHK Trophy. |
| 2017 | Bei den nationalen US-Meisterschaften überrascht Nathan Chen mit fünf gelungenen und darunter vier verschiedenen vierfachen Sprüngen in der Kür. |
| 2018 | Die Russin Alexandra Trussowa steht in der Kür der Junioren-Weltmeisterschaften nach einem vierfachen Salchow auch den ersten vierfachen Toeloop einer Frau. Auch bei den Frauen ist das Zeitalter der Vierfachsprünge eröffnet. |
| 2018 | Die Juniorinnen Anna Schtscherbakowa und Alexandra Trussowa dominieren die nationalen russischen Meisterschaften, u. a. mit je einem gestandenen vierfachen Lutz. |
| 2019 | Alexandra Trussowa steht in der Kür des Grand-Prix-Finales den ersten vierfachen Flip einer Frau im Wettbewerb. |
| 2022 | Kamila Walijewa zeigt im Teamwettbewerb den ersten Vierfachsprung einer Eiskunstläuferin bei den Olympischen Spielen. Im Einzelwettbewerb gelingen Alexandra Trussowa fünf Vierfachsprünge, während Anna Schtscherbakowa mit zwei Vierfachsprüngen Olympiasiegerin wird. |
| 2022 | Ilia Malinin gelingt beim Wettbewerb U.S. International Classic der ISU-Challenger-Serie der erste vollständig rotierte und positiv bewertete vierfache Axel. Zuvor hatte Yuzuru Hanyū den Sprung bei den Olympischen Winterspielen 2022 versucht, der zwar als solcher gewertet wurde, jedoch unterrotiert war und aufgrund der fehlerhaften Landung eine negative Wertung erhielt.                                            |